# D606 (Seine-et-Marne)
De D606 is een departementale weg in het Franse departement Seine-et-Marne, ten zuidoosten van Parijs. De weg loopt van Melun via Fontainebleau naar de grens met Yonne. In Yonne loopt de weg verder als D606 naar Sens en Dijon.

## Geschiedenis
Tot 1978 was de D606 onderdeel van de N5. In dat jaar werd deze weg omgenummerd tot N6. De N6 begon voorheen pas bij Sens.
In 2006 werd de weg overgedragen aan het departement Seine-et-Marne, omdat de weg geen belang meer had voor het doorgaande verkeer. De weg is toen omgenummerd tot D606.